# 竹澤正哲
竹澤 正哲（たけざわ まさのり、1972年〈昭和47年〉 - ）は、日本の心理学者（社会心理学・適応的意思決定・文化進化論）。学位は博士（行動科学）（北海道大学・2001年）。北海道大学大学院文学研究院教授。
日本学術振興会特別研究員、独立行政法人日本学術振興会特別研究員、マックス・プランク人間発達研究所適応的行動認知センター研究員、ティルブルグ大学社会科学部助教授、上智大学総合人間科学部准教授、北海道大学大学院文学研究科准教授などを歴任した。

## 概要
社会心理学、適応的意思決定、文化進化論を専攻する心理学者である。日本学術振興会の特別研究員を経て、マックス・プランク人間発達研究所で研究に従事し、ティルブルグ大学、上智大学、北海道大学で教鞭を執った。

## 来歴

### 生い立ち
1972年（昭和47年）に生まれた。1991年（平成3年）に静岡県により設置・運営される静岡県立大学に進学し、国際関係学部の国際関係学科にて学んだ。1995年（平成7年）に静岡県立大学を卒業し、学士（国際関係学）の学位を取得した。1995年（平成7年）に国が設置・運営する北海道大学の大学院に進学し、文学研究科の行動科学専攻にて学んだ。1997年（平成9年）に修士（行動科学）の学位を取得し、2001年（平成13年）に博士（行動科学）の学位を取得した。

### 心理学者として
大学院在籍時に、文部省の所管する特殊法人である日本学術振興会に選任され、1999年（平成11年）から2004年（平成16年）まで特別研究員を務めた。その間に日本学術振興会は独立行政法人化されているが、引き続き特別研究員を務めている。
また、大学院修了前にドイツ連邦共和国に渡り、マックス・プランク学術振興協会が設置・運営するマックス・プランク人間発達研究所に2000年（平成12年）より所属した。2000年（平成12年）から2005年（平成17年）まで適応的行動認知センターで博士研究員を務め、2005年（平成17年）から2006年（平成18年）にかけては適応的行動認知センターの研究員を務めた。
さらにオランダ王国に渡り、ティルブルグ大学にて2006年（平成18年）から2010年（平成22年）まで社会科学部の助教授を務めた。社会科学部においては、主として社会心理学科の講義を担当した。
帰国後は、上智学院が設置・運営する上智大学に採用され、2010年（平成22年）から2012年（平成24年）まで総合人間科学部の准教授を務めた。総合人間科学部においては、主として心理学科の講義を担当した。
2012年（平成24年）11月、母校である北海道大学に採用され、大学院の文学研究科にて准教授として着任した。その後、北海道大学の大学院に研究院・学院制が導入され、文学研究院の准教授となった。大学院においては文学院の講義を担当した。また、その間は他の教育・研究機関の役職も兼任していた。マックス・プランク学術振興協会が設置・運営するマックス・プランク進化人類学研究所においては、2019年（平成31年）3月から2020年（令和2年）2月まで人間行動生態文化学部門で客員研究員を兼任していた。北海道大学の文学研究院では2022年（令和4年）3月まで准教授を務めていたが、同年4月に教授に昇任した。

## 研究
専門は心理学であり、特に社会心理学、適応的意思決定、文化進化論といった分野の研究に従事していた。人間社会の中で規範が生まれてくる仕組みを取り上げ、実験や数理モデルなどを通じて理論と実証の双方の視点で研究している。自身の研究について「研究の背後に流れているのは〈人間の心は進化の産物であり、その人間の心が社会・文化を作っていく〉という階層的な視点」であると語っており、これは北海道大学の行動科学講座の特徴でもあるとしている。また、北海道大学の大学院に進学した理由の一つとして、この点を挙げている。
また、サミュエル・ボウルズとハーバート・ギンタスの著作を監訳して日本に紹介するなど、学術書や専門書の翻訳にも携わっていた。
学術団体としては日本人間行動進化学会、日本社会心理学会、日本心理学会などに所属していた。日本人間行動進化学会では2010年（平成22年）から2012年（平成24年）まで監事を、2013年（平成25年）から2015年（平成27年）まで常務を、2016年（平成28年）1月から2021年（令和3年）12月まで副会長を務めており、2022年（令和4年）1月より会長を務めていた。日本社会心理学会では2013年（平成25年）から翌年にかけて理事を務め、2015年（平成27年）から2017年（平成29年）まで常任理事（新規事業担当）を務めていた。

## 略歴
- 1972年 - 誕生[3]。
- 1995年 - 静岡県立大学国際関係学部卒業。
- 1999年 - 日本学術振興会特別研究員[2]。
- 2000年 - マックス・プランク人間発達研究所適応的行動認知センター博士研究員[2]。
- 2001年 - 北海道大学大学院文学研究科博士後期課程修了。
- 2005年 - マックス・プランク人間発達研究所適応的行動認知センター研究員[2]。
- 2006年 - ティルブルグ大学社会科学部助教授[2]。
- 2010年 - 上智大学総合人間科学部准教授[2]。
- 2012年 - 北海道大学大学院文学研究科准教授[2]。
- 2016年 - 日本人間行動進化学会副会長[5]。
- 2019年 - マックス・プランク進化人類学研究所人間行動生態文化学部門客員研究員[2]。
- 2019年 - 北海道大学大学院文学研究院准教授。
- 2022年 - 日本人間行動進化学会会長[5]。
- 2022年 - 北海道大学大学院文学研究院教授[2]。

## 著作

### 共著
- 佐伯胖・亀田達也編著『進化ゲームとその展開』共立出版、2002年。ISBN 4320094395
- 安西祐一郎ほか編集『岩波講座コミュニケーションの認知科学』4巻、岩波書店、2014年。ISBN 978-4-00-011374-8

### 翻訳
- アレックス・メスーディ著、野中香方子訳『文化進化論』NTT出版、2016年。ISBN 978-4-7571-4330-2
- サミュエル・ボウルズ・ハーバート・ギンタス著、竹澤正哲監訳、大槻久ほか訳『協力する種』NTT出版、2017年。ISBN 978-4-7571-2289-5

### 寄稿、分担執筆、等
- David Hardman and Laura Macchi (eds.), Thinking -- psychological perspectives on reasoning, judgment and decision making, John Wiley & Sons, 2003. ISBN 0471494577
- Charles Crawford and Dennis Krebs (eds.), Foundations of evolutionary psychology, Lawrence Erlbaum Associates, 2008. ISBN 9780805859577
- 日本社会心理学会編『社会心理学事典』丸善、2009年。ISBN 978-4-621-08107-5
- Mark Schaller et al. (eds.), Evolution, culture, and the human mind, Psychology Press, 2010. ISBN 9780805859119
- Ralph Hertwig, Ulrich Hoffrage and the ABC Research Group, Simple heuristics in a social world, Oxford University Press, 2013. ISBN 9780195388435
- 上田恵介編集代表『行動生物学辞典』東京化学同人、2013年。ISBN 978-4-8079-0837-0
- 下山晴彦編集代表『誠信心理学辞典』新版、誠信書房、2014年。ISBN 978-4-414-30507-4
- 北村英哉・内田由紀子編『社会心理学概論』ナカニシヤ出版、2016年。ISBN 978-4-7795-1059-5
- 小田亮ほか編『進化でわかる人間行動の事典』朝倉書店、2021年。ISBN 978-4-254-52305-8

### 註釈
1. ↑  静岡県立大学は、2007年に静岡県から静岡県公立大学法人に移管された[4]。
2. ↑  北海道大学は、2004年に国から国立大学法人北海道大学に移管された[6]。
3. ↑  北海道大学大学院文学研究科は分割され、2019年に文学研究院、文学院が設置された[7]。
4. ↑  文部省は、科学技術庁と統合され、2001年に文部科学省が設置された。
5. ↑  日本学術振興会は、2003年に独立行政法人日本学術振興会に改組された。

## 関連人物
- ハーバート・ギンタス
- サミュエル・ボウルズ